# Banatski Despotovac
Banatski Despotovac (izvirno srbsko Банатски Деспотовац; madžarsko Ernőháza, nemško Ernsthausen) je naselje v Srbiji, ki upravno spada pod Občino Zrenjanin; slednja pa je del Srednjebanatskega upravnega okraja.

## Demografija
V naselju, katerega izvirno (srbsko-cirilično) ime je Банатски Деспотовац, živi 1379 polnoletnih prebivalcev, pri čemer je njihova povprečna starost 45,2 let (43,7 pri moških in 46,7 pri ženskah). Naselje ima 604 gospodinjstev, pri čemer je povprečno število članov na gospodinjstvo 2,68.
To naselje je, glede na rezultate popisa iz leta 2002, večinoma srbsko, a v času zadnjih treh popisov je opazno zmanjšanje števila prebivalcev.
|  |

| Demografija | Demografija     | Demografija     |
| Leto        | Št. prebivalcev | Št. prebivalcev |
| ----------- | --------------- | --------------- |
|             |                 |                 |
|             |                 |                 |
|             |                 |                 |
|             |                 |                 |
| 1948        | 3098            |                 |
| 1953        | 2955            |                 |
| 1961        | 2864            |                 |
| 1971        | 2289            |                 |
| 1981        | 1993            |                 |
| 1991        | 1823            | 1793            |
| 2002        | 1642            | 1620            |
|             |                 |                 |

| Etnična sestava po popisu iz leta 2002 | Etnična sestava po popisu iz leta 2002 | Etnična sestava po popisu iz leta 2002 | Etnična sestava po popisu iz leta 2002 | Etnična sestava po popisu iz leta 2002 |
| -------------------------------------- | -------------------------------------- | -------------------------------------- | -------------------------------------- | -------------------------------------- |
| Srbi                                   | Srbi                                   |                                        | 1.591                                  | 98,20%                                 |
| Romuni                                 | Romuni                                 |                                        | 7                                      | 0,43%                                  |
| Hrvati                                 | Hrvati                                 |                                        | 3                                      | 0,18%                                  |
| Jugoslovani                            | Jugoslovani                            |                                        | 3                                      | 0,18%                                  |
| Madžari                                | Madžari                                |                                        | 2                                      | 0,12%                                  |
| Makedonci                              | Makedonci                              |                                        | 2                                      | 0,12%                                  |
| Neznano                                | Neznano                                |                                        | 3                                      | 0,18%                                  |